# Болл, Джон (футболист, 1925)
Джон Болл (англ. John Ball; 13 марта 1925 — 16 июля 1998), также известный как Джонни Болл (англ. Johnny Ball) — английский футболист, защитник, наиболее известный по выступлениям за «Манчестер Юнайтед» и «Болтон Уондерерс». После завершения карьеры игрока был главным тренером «Уиган Атлетик».

## Клубная карьера
Уроженец Инс-ин-Мейкерфилда, графство Ланкашир, Болл начал футбольную карьеру в клубе «Уиган Атлетик» во время Второй мировой войны. Также в военное время провёл несколько матчей за клуб «Грейвзенд Юнайтед» в качестве гостя.
В феврале 1948 года перешёл в «Манчестер Юнайтед» за 2000 фунтов стерлингов. 10 апреля 1948 года дебютировал в основном составе «Юнайтед» в матче против «Эвертона» на «Гудисон Парк». Это был его единственный матч в сезоне 1947/48. В следующем сезоне провёл за команду 9 матчей, а в сезоне 1949/50 — 13 матчей. Не смог вытеснить из основного состава правого защитника Джони Кэри, сыграв за клуб в общей сложности 23 матча. В сентябре 1950 года перешёл в «Болтон Уондерерс» в обмен на Гарри Макшейна.
В «Болтон Уондерерс» Болл сразу стал игроком основного состава. За восемь сезонов в клубе сыграл 200 матчей в лиге. Также принял участие в знаменитом «финале Мэтьюза» в 1953 году.

## Тренерская карьера
В 1960 году был назначен главным тренером клуба «Уиган Атлетик», выступавшего в региональных турнирах. Находился в должности до 1963 года

## После завершения карьеры
После ухода из «Уигана» занимался отделочным бизнесом. Впоследствии эмигрировал в Австралию, где и умер в июле 1998 года в возрасте 73 лет.

## Статистика выступлений
| Клуб              | Сезон            | Лига | Лига | Кубок | Кубок | Итого | Итого |
| Клуб              | Сезон            | Игры | Голы | Игры  | Голы  | Игры  | Голы  |
| ----------------- | ---------------- | ---- | ---- | ----- | ----- | ----- | ----- |
| Манчестер Юнайтед | 1947/48          | 1    | 0    | 0     | 0     | 1     | 0     |
| Манчестер Юнайтед | 1948/49          | 8    | 0    | 1     | 0     | 9     | 0     |
| Манчестер Юнайтед | 1949/50          | 13   | 0    | 0     | 0     | 13    | 0     |
| Манчестер Юнайтед | Итого            | 22   | 0    | 1     | 0     | 23    | 0     |
| Болтон Уондерерс  | 1950/51          | 35   | 0    | 2     | 0     | 37    | 0     |
| Болтон Уондерерс  | 1951/52          | 39   | 0    | 1     | 0     | 40    | 0     |
| Болтон Уондерерс  | 1952/53          | 26   | 0    | 1     | 0     | 27    | 0     |
| Болтон Уондерерс  | 1953/54          | 42   | 0    | 6     | 0     | 48    | 0     |
| Болтон Уондерерс  | 1954/55          | 42   | 0    | 2     | 0     | 44    | 0     |
| Болтон Уондерерс  | 1955/56          | 2    | 0    | 0     | 0     | 2     | 0     |
| Болтон Уондерерс  | 1956/57          | 10   | 1    | 0     | 0     | 10    | 1     |
| Болтон Уондерерс  | 1957/58          | 4    | 1    | 0     | 0     | 4     | 1     |
| Болтон Уондерерс  | Итого            | 200  | 2    | 12    | 0     | 212   | 2     |
| Всего за карьеру  | Всего за карьеру | 222  | 2    | 13    | 0     | 235   | 2     |